# Muhammad ibn Al Fadl
Muhammad ibn Al Fadl (fl. IX secolo) è stato un emiro di Sicilia per conto della dinastia aghlabide.

## Guerre contro i bizantini in Sicilia
Subentrò alla carica di governatore di Sicilia nell'882, dopo la sconfitta musulmana nella battaglia di Caltavuturo e la conseguente deposizione dell'emiro Hasan ibn Abbas.
Muhammad ibn Al Fadl e i successivi due emiri siciliani, Husayn ibn Ahmad e Sawada Ibn Muhammad Ibn Khafāja, furono particolarmente attivi nel rilanciare la guerra santa antibizantina. Il nuovo governatore rinnovò infatti nella primavera dell'882 il disegno di conquista di Hasan con nuove incursioni nelle rimanenti roccaforti popolate da cristiani.
Si mosse inizialmente contro Catania, scontrandosi contro le forze navali bizantine. In seguito lanciò una spedizione contro Taormina e al ritorno si scontrò con un forte esercito bizantino in cui si narra che uccise 3 000 uomini e mandò le loro teste a Palermo. Dopo la vittoria, assediò la "Città dei Re" (probabilmente Polizzi), conquistandola. Le forze bizantine si ritirarono in larga parte in Calabria, lasciando verosimilmente pochissimi presidii in Sicilia e mantenendo il controllo solo sulle città di Rometta e Taormina. Nell'883/884 venne sferrato un grande attacco nel territorio di Rometta, ma la cittadella riuscì a resistere. Taormina divenne il centro dei nuovi attacchi pianificati dei musulmani ma dopo un breve periodo di guerra civile tra i membri delle famiglie dell'ultimo governatore, i bizantini riuscirono a respingere gli attacchi e ad organizzare anche grandi offensive. Le spedizioni musulmane di Rometta, Taormina e Catania ebbero successo nel fornire sufficientemente bottino o tributi per pagare l'esercito, ma fallirono per quanto riguarda l'espugnazione di fortezze bizantine.
Muhammad ibn Al Fadl fu sostituito nell'884/885 da Husayn ibn Ahmad. Ritornò alla carica di governatore nell'892, dopo la deposizione di Sawāda ibn Muḥammad ibn Khafāja in seguito a una rivolta a Palermo.